# Brandon Clarke
Pour les articles homonymes, voir Brandon et Clarke.
Brandon Clarke, né le 19 septembre 1996 à Vancouver en Colombie-Britannique, est un joueur canadien de basket-ball évoluant au poste de pivot voire d'ailier fort.

## Biographie

### Carrière universitaire
Entre 2015 et 2017, il joue deux saisons en NCAA pour les Spartans de San Jose State. Pour sa première année, il est nommé sixième homme de la Mountain West Conference par les entraîneurs de la conférence en terminant la saison avec des moyennes de 10,1 points et 7,3 rebonds.
Pour sa deuxième année, il a des moyennes de 17,3 points, 8,7 rebonds, 2,6 contres et 2,3 passes décisives et est nommé dans le cinq majeur de la Mountain West et meilleur cinq majeur défensif de la Mountain West. À la fin de la saison 2016-2017, il décide de partir jouer avec les Bulldogs de Gonzaga, une autre équipe universitaire. En raison de son transfert, il ne peut pas jouer la saison suivante.
Pour sa troisième saison universitaire, la première à Gonzaga, Clarke est nommé meilleur arrivant de l'année de la West Coast Conference (WCC), défenseur de l'année et nommé dans le cinq majeur de la WCC. Clarke est le premier joueur dans l'histoire de la WCC à gagner les deux titres du meilleur nouvel arrivant et du défenseur de l'année la même saison. Il est nommé dans le troisième meilleur cinq All-American par Sporting News. Le 23 mars 2019, il réalise son meilleur match de la saison avec 36 points, 8 rebonds, 5 contres et 3 passes décisives lors de la victoire 83 à 71 contre le 9e Baylor. Il devient le troisième joueur dans l'histoire de la NCAA à réaliser un match à plus de 35 points et 5 contres après Shaquille O'Neal et David Robinson. Clarke bat également le record de points de l'équipe dans le tournoi NCAA, battant le précédent record détenu par Adam Morrison.
Le 18 avril 2019, il annonce sa candidature à la draft 2019 de la NBA.

### Carrière professionnelle

#### Grizzlies de Memphis (depuis 2019)
Le 20 juin 2019, il est sélectionné à la 21e position de la draft 2019 de la NBA par le Thunder d'Oklahoma City.
Le 6 juillet 2019, ses droits sont transférés aux Grizzlies de Memphis en échange des droits de Darius Bazley et un second tour de draft 2024.
En mars 2023, Clarke se déchire le tendon d'Achille du pied gauche et ne rejoue pas de la saison.

## Palmarès

### NBA
- NBA All-Rookie First Team (2020)

### NCAA
- Third-team All-American – AP, SN (2019)
- WCC Defensive Player of the Year (2019)
- WCC Newcomer of the Year (2019)
- First-team All-WCC (2019)
- Mountain West Sixth Man of the Year (2016)
- First-team All-Mountain West (2017)
- Mountain West All-Defensive Team (2017)

## Statistiques

### Universitaires
| Saison    | Équipe         | Matchs | Titul. | Min./m | % Tir | % 3pts | % LF | Rbds/m. | Pass/m. | Int/m. | Ctr/m. | Pts/m. |
| --------- | -------------- | ------ | ------ | ------ | ----- | ------ | ---- | ------- | ------- | ------ | ------ | ------ |
| 2015-2016 | San Jose State | 31     | 3      | 23,5   | 63,4  | 16,7   | 56,1 | 5,61    | 1,48    | 0,71   | 1,26   | 8,64   |
| 2016-2017 | San Jose State | 30     | 30     | 31,9   | 59,2  | 33,3   | 57,2 | 8,70    | 2,30    | 1,17   | 2,50   | 17,27  |
| 2018-2019 | Gonzaga        | 37     | 36     | 28,1   | 68,7  | 26,7   | 69,4 | 8,57    | 1,86    | 1,16   | 3,08   | 16,95  |
| Carrière  | Carrière       | 98     | 69     | 27,8   | 63,9  | 25,0   | 61,8 | 7,67    | 1,88    | 1,02   | 2,33   | 14,48  |

### Professionnelles

#### Saison régulière
| Saison    | Équipe   | Matchs | Titul. | Min./m | % Tir | % 3pts | % LF | Rbds/m. | Pass/m. | Int/m. | Ctr/m. | Pts/m. |
| --------- | -------- | ------ | ------ | ------ | ----- | ------ | ---- | ------- | ------- | ------ | ------ | ------ |
| 2019-2020 | Memphis  | 58     | 4      | 22,4   | 61,8  | 35,9   | 75,9 | 5,95    | 1,40    | 0,55   | 0,83   | 12,07  |
| 2020-2021 | Memphis  | 59     | 16     | 24,0   | 51,7  | 26,0   | 69,0 | 5,56    | 1,61    | 1,02   | 0,86   | 10,34  |
| 2021-2022 | Memphis  | 64     | 1      | 19,5   | 64,4  | 22,7   | 65,4 | 5,34    | 1,34    | 0,61   | 1,06   | 10,41  |
| 2022-2023 | Memphis  | 56     | 8      | 19,5   | 65,6  | 16,7   | 72,3 | 5,54    | 1,29    | 0,61   | 0,66   | 9,96   |
| 2023-2024 | Memphis  | 6      | 1      | 22,4   | 55,9  | 16,7   | 14,3 | 5,33    | 1,50    | 0,83   | 1,00   | 11,33  |
| Carrière  | Carrière | 243    | 30     | 21,3   | 60,3  | 28,6   | 69,7 | 5,58    | 1,41    | 0,70   | 0,86   | 10,71  |

#### Playoffs
| Saison   | Équipe   | Matchs | Titul. | Min./m | % Tir | % 3pts | % LF | Rbds/m. | Pass/m. | Int/m. | Ctr/m. | Pts/m. |
| -------- | -------- | ------ | ------ | ------ | ----- | ------ | ---- | ------- | ------- | ------ | ------ | ------ |
| 2021     | Memphis  | 2      | 0      | 4,5    | 50,0  | 00,0   | 00,0 | 0,50    | 0,00    | 0,00   | 0,50   | 1,00   |
| 2022     | Memphis  | 12     | 0      | 24,7   | 61,5  | 00,0   | 66,7 | 6,92    | 2,00    | 0,75   | 0,83   | 12,33  |
| Carrière | Carrière | 14     | 0      | 21,8   | 61,3  | 00,0   | 66,7 | 6,00    | 1,71    | 0,64   | 0,79   | 10,71  |

## Records sur une rencontre en NBA
Les records personnels de Brandon Clarke en NBA sont les suivants, :
| Type de statistique        | Saison régulière | Saison régulière          | Saison régulière | Playoffs | Playoffs                    | Playoffs      |
| Type de statistique        | Record           | Adversaire                | Date             | Record   | Adversaire                  | Date          |
| -------------------------- | ---------------- | ------------------------- | ---------------- | -------- | --------------------------- | ------------- |
| Points                     | 27               | 2 fois                    | 2 fois           | 21       | Timberwolves du Minnesota   | 26 avril 2022 |
| Paniers marqués            | 13               | @ Thunder d'Oklahoma City | 18 décembre 2019 | 9        | Timberwolves du Minnesota   | 26 avril 2022 |
| Paniers tentés             | 22               | Nets de Brooklyn          | 8 janvier 2021   | 14       | Timberwolves du Minnesota   | 26 avril 2022 |
| Paniers à 3 points réussis | 3                | Nets de Brooklyn          | 8 janvier 2021   | -        | -                           | -             |
| Paniers à 3 points tentés  | 7                | Nets de Brooklyn          | 8 janvier 2021   | 1        | @ Timberwolves du Minnesota | 21 avril 2022 |
| Lancers francs réussis     | 10               | @ Suns de Phoenix         | 23 décembre 2022 | 8        | @ Timberwolves du Minnesota | 21 avril 2022 |
| Lancers francs tentés      | 10               | 3 fois                    | 3 fois           | 8        | 2 fois                      | 2 fois        |
| Rebonds offensifs          | 8                | @ Lakers de Los Angeles   | 21 février 2020  | 9        | Timberwolves du Minnesota   | 26 avril 2022 |
| Rebonds défensifs          | 11               | 2 fois                    | 2 fois           | 8        | Timberwolves du Minnesota   | 16 avril 2022 |
| Rebonds totaux             | 15               | @ Clippers de Los Angeles | 8 janvier 2022   | 15       | Timberwolves du Minnesota   | 26 avril 2022 |
| Passes décisives           | 5                | 3 fois                    | 3 fois           | 5        | @ Timberwolves du Minnesota | 29 avril 2022 |
| Interceptions              | 4                | @ Wizards de Washington   | 2 mars 2021      | 2        | 2 fois                      | 2 fois        |
| Contres                    | 5                | 2 fois                    | 2 fois           | 3        | @ Timberwolves du Minnesota | 29 avril 2022 |
| Balles perdues             | 4                | @ Hornets de Charlotte    | 13 novembre 2019 | 4        | Warriors de Golden State    | 1er mai 2022  |
| Minutes jouées             | 35               | Suns de Phoenix           | 18 janvier 2021  | 37       | Timberwolves du Minnesota   | 26 avril 2022 |

- Double-double : 21 (dont 3 en playoffs)
- Triple-double : 0

Dernière mise à jour : 5 mars 2025

## Vie privée
Brandon est le fils de Whitney Triplett (canadienne) et Steve Clarke (jamaïcain). Brandon déménage aux États-Unis à l'âge de trois ans où il part à Phoenix, en Arizona.